# Kal-Online
Kal-Online (칼온라인, kal - pol. "miecz") – gra komputerowa typu MMORPG osadzona w klimatach orientalnego fantasy, stworzona przez INix Soft. Gra została wydana 6 listopada 2004 roku.

## Zarys gry
Gra jest dostępna w trzech językach: angielskim (wersja międzynarodowa), koreańskim (tylko dla Korei) i polskim (serwer Cheios uruchomiony 10 marca 2010) – aktualnie zamknięty. W międzynarodowej edycji można grać, korzystając tylko z serwera Hanin. Jeszcze do niedawna można było grać na dwóch serwerach lecz Administratorzy zdecydowali się w końcu na połączenie Hanina z Naraeha co spowodowało ogromne zwiększenie populacji gry.
- Hanin (pierwszy, najstarszy serwer)
- Naraeha (drugi, działał od listopada 2005 do 13 października 2016)

Serwery nie komunikują się między sobą, wszystkie są swoimi dokładnymi kopiami. Chcąc grać na danym serwerze należy utworzyć nową postać (nie ma możliwości przeniesienia postaci na inny serwer).
Gra charakteryzuje się brakiem górnego limitu punktów doświadczenia, tym samym nie istnieje górna granica poziomu, do którego postać może awansować. Grę cechuje również otwarty świat.
Gra jest oparta na modelu free-to-play.

## Klasy postaci
W grze tej wyróżniamy 4 podstawowe klasy postaci:
- Mu-sa: Rycerz [ang. Knight]
- Goong-Soo: Łuczniczka [ang. Archer]
- Joo-Sol-Sa: Magiczka [ang. Magician]
- Baang-Hee: Złodziejka [ang. Thief] (ta postać została wprowadzona dopiero kilka lat po powstaniu gry)

### Podklasy postaci
Każda postać w grze posiada inną ścieżkę rozwoju. Po osiągnięciu odpowiedniego "levelu" (poziomu doświadczenia) oraz po wykonaniu specjalnego rodzaju questów (nazywanych w grze "eventami") następuje zmiana "joba" (podklasy). Pierwszy taki "awans" ma miejsce, gdy postać osiągnie 30 poziom doświadczenia, następny jest na 50 poziomie, zaś ostatni na 70. Zmiana podklasy na 50 poziomie jest inna niż dwie pozostałe i większość graczy uznaje ją za najważniejszą decyzję w grze. Polega ona bowiem na wyborze jednego z dwóch wariantów dalszego rozwoju postaci (różniących się stylem gry oraz "skillami").

## Party (gra drużynowa)
Gracze mogą łączyć się w drużyny aby wspólnie walczyć, podczas takiej walki doświadczenie jest dzielone pomiędzy graczami w zależności od ich poziomów. Grając w systemie party ilość dzielonego doświadczenia jest zależna od najwyższego poziomu gracza w drużynie (jeśli dla osoby z najwyższym poziomem w drużynie potwory mają kolor nazwy żółty i otrzymuje za zabicie takiego potwora samodzielnie 1000 punktów, to bez względu na to jaki kolor nazwy potwora widzą pozostali gracze w drużynie rozdzielone zostanie pomiędzy nimi te 1000 punktów doświadczenia). Maksymalna liczba osób w takiej drużynie to 8 osób. Liderem drużyny jest osoba, która założyła drużynę. Jeśli lider wyjdzie z drużyny to zostaje nim osoba, która jako pierwsza wstąpiła do drużyny. Lider drużyny może zapraszać kolejne osoby do wspólnej gry lub je wyrzucać z drużyny.

### Perfect Party
By utworzyć perfect party (perfekcyjną drużynę), należy zebrać 8 osób, każda innej klasy, a mianowicie:
- Vagabond Swordsman / God of Sword
- Commander / General
- Hermit / Ascetic
- Chairperson of Joong-Bang / Military Adviser
- Expert Archer / God of Bow
- Imperial Commander / Imperial General
- Invisible Swordsman / Unearthly Ghost
- Hitman / Dark Shadow

Dopóki w party jest komplet klas, każdy gracz znajdujący się w nim, dostaje Perfect Party Buff, zwiększający ilość zdobywanych punktów doświadczenia (EXP) o 20% (bonus ten może łączyć się z bonusem ze Stone of EXP). Gdy jedna z osób opuści party, buff znika, do czasu znalezienia na jej miejsce kogoś z tą samą klasą.

## Transformacja w zwierzęta
Od 15 poziomu można zdobyć jajko zwierzęcia od Care Of Ancient Animals by Chang w Narootuh wykonując questa. Po zdobyciu i uaktywnieniu jajka gracz musi zabijać potwory, aby jajko rosło za każdego zabitego potwora dostajemy exp do jajka. Często w tym celu organizuje się tzw. "Egg Party", w którym każdy zabija dla siebie żółte potwory (zielone nic nie dają jajku, a pomarańczowe zabija się zbyt wolno). Żeby móc się transformować, jajko musi osiągnąć Grade 11 (11 razy 100 procent) kolejne przemiany na grade 21 i grade 31 oraz grade 41.

## Gildie
Gracze mogą w grze tworzyć tak zwane gildię. Gildia to grupa graczy mogąca używać specjalnej zakładki czatu gdzie może ze sobą rozmawiać, bez względu na lokalizację w grze innych graczy z gildii i umawiać się na wspólne party oraz brać udział w wojnach gildii. Zapisanie gracza gildii zależy od zasad ustalonych przez liderów gildii oraz od wolnego miejsca w gildii. Bardzo często zapisanie się do gildii zależy od poziomu postaci i narodowości gracza (choć część gildii jest międzynarodowych). Gildie mają także swoje poziomy, maksymalny poziom gildii to 4. Aby gildia awansowała na wyższy poziom członkowie gildii oddają zdobyte doświadczenie dla swojej gildii (poniżej 4 poziomu). Cała gildia musi też posiadać określoną liczbę CP (Contribution Point). Zwiększając poziom gildii może wstąpić do niej więcej osób. Każdy poziom gildii daję także jej dodatkowe atuty:
- 1 poziom – od założenia gildii (potrzeba przynajmniej 8 osób do założenia które w sumie będą posiadać 60 CP)
- 2 poziom – w grze pod nazwą postaci wyświetlana jest nazwa gildii (tylko u oficjalnych członków)
- 3 poziom – możliwość zakupu i używania flag gildiowych oraz możliwość wstąpienia gildii do sojuszu (maksymalnie 8 gildii w jednym sojuszu)
- 4 poziom – możliwość tworzenia sojuszu.

### Sojusze gildii
Gildie mające co najmniej 3 poziom mogą utworzyć sojusz, liderem sojuszu (gildią tworzącą sojusz) musi być gildia 4 poziomu. Gracze z sojuszu mogą rozmawiać z sobą za pomocą czatu na osobnej zakładce czatu do rozmów członków sojuszu (w grze z nazwa angielska Alliance). Lider sojuszu może zapisać sojusz na wojnę o zamek. Sojusz który pokona wszystkie inne sojusze biorące udział w wojnie i zdobędzie zamek czerpie zyski z podatku od sprzedawców (nie licząc prywatnych sklepów graczy) w całym świecie gry. Za wygranie wojny sojusz dostaje ponadto 1500 pkt honoru (gildia zwycięska), 1000 pkt (pozostali sojusznicy gildii zwycięskiej) i 500 pkt reszta, która uczestniczyła w wojnie. Ważne aby pod koniec wojny być na obszarze działań wojennych tj. w zamku. inaczej punktów nie otrzymujemy.